# 中国2010年上海世界博览会匈牙利馆

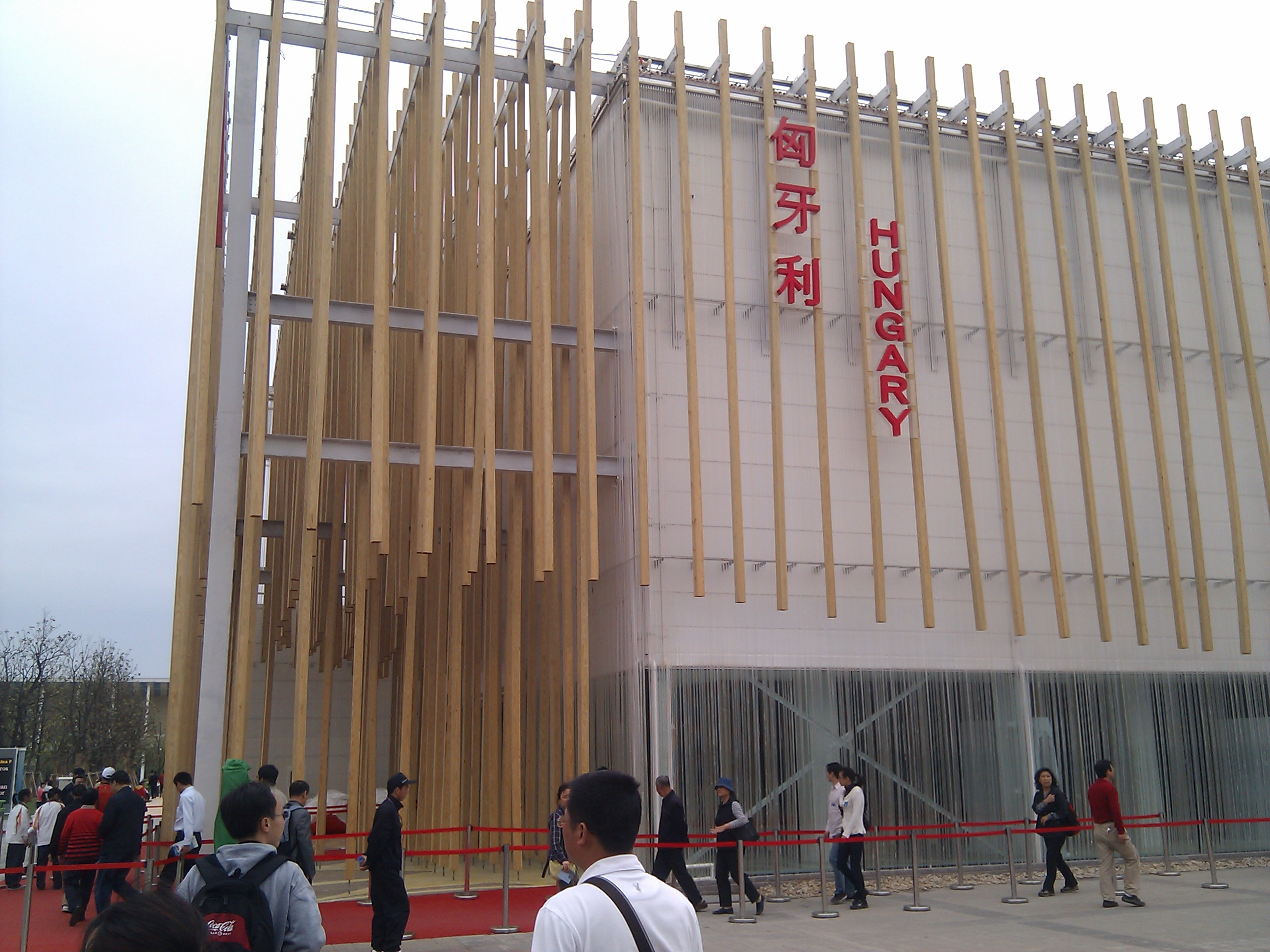
匈牙利馆

中国2010年上海世界博览会匈牙利馆，简称匈牙利馆（英文：Hungary Pavilion at Expo 2010），是中国2010年上海世界博览会代表匈牙利的展馆，位于世博园区C片区。该展馆的主题为“和谐、创新、热情”，其展馆的国家馆日为8月22日。该展馆有600根木棍，在展馆内形成了高低不同错落有致的布局，每个木套筒都配有灯光和音响，其原理类似于中国的不倒翁。